# Polochon
Polochon è una serie televisiva a disegni animati realizzata nel 1989 dalla Image et cie e prodotta dal canale belga Odec Kid Cartoons; si compone di 26 episodi di 13 minuti.

## Sinossi
Polochon e Mélodie vanno a trascorrere le vacanze in casa dei loro nonni. Qui fanno nuove amicizie, fra cui Fred, un tipo pestifero ma dal grande cuore, innamorato di Mélodie. Polochon è in rivalità con lui, e possiede un asso nella manica: Onyx, un essere magico, appare al suo richiamo, pronto a giocare con lui e ad esaudire i suoi desideri... ma soltanto uno al giorno. Le vacanze si fanno via più movimentate, con le stramberie di Onyx, gli animali parlanti, e le furberie di Polochon.